# Sagrada Família (métro de Barcelone)
Pour les articles homonymes, voir Sagrada Família (homonymie).
Sagrada Família est une station des lignes 2 et 5 du métro de Barcelone. Elle est située Rue Provença, dans le district d'Eixample à Barcelone en Catalogne.
Elle est mise en service en 1970 lors de l'ouverture d'une section de la ligne 5 et devient une station de correspondance en 1995, lors de l'ouverture d'une section de la ligne 2.

## Situation sur le réseau

Plan du métro de Barcelone (2019).

Établie en souterrain, la station de correspondance Sagrada Familia est située : sur la ligne 2 du métro de Barcelone, entre la station Monumental en direction de la station terminus Paral·lel, et la station Encants, en direction de la station terminus Badalona Pompeu Fabra ; sur la ligne 5 du métro de Barcelone, entre la station Verdaguer en direction de la station terminus Cornellà Centre, et la station Sant Pau-Dos de Maig, en direction de la station terminus Vall d'Hebron,.

## Histoire
La station Sagrada Familia est mise en service le 26 juin 1970, lors de l'ouverture du tronçon de Diagonal à Sagrera de la ligne 5 du métro de Barcelone. Elle doit son nom à la Sagrada Familia de Antoni Gaudí,.
Elle devient une station de correspondance avec la ligne 2 du métro de Barcelone, le 25 septembre 1995.

## Service aux voyageurs

### Accès et accueil

Installations
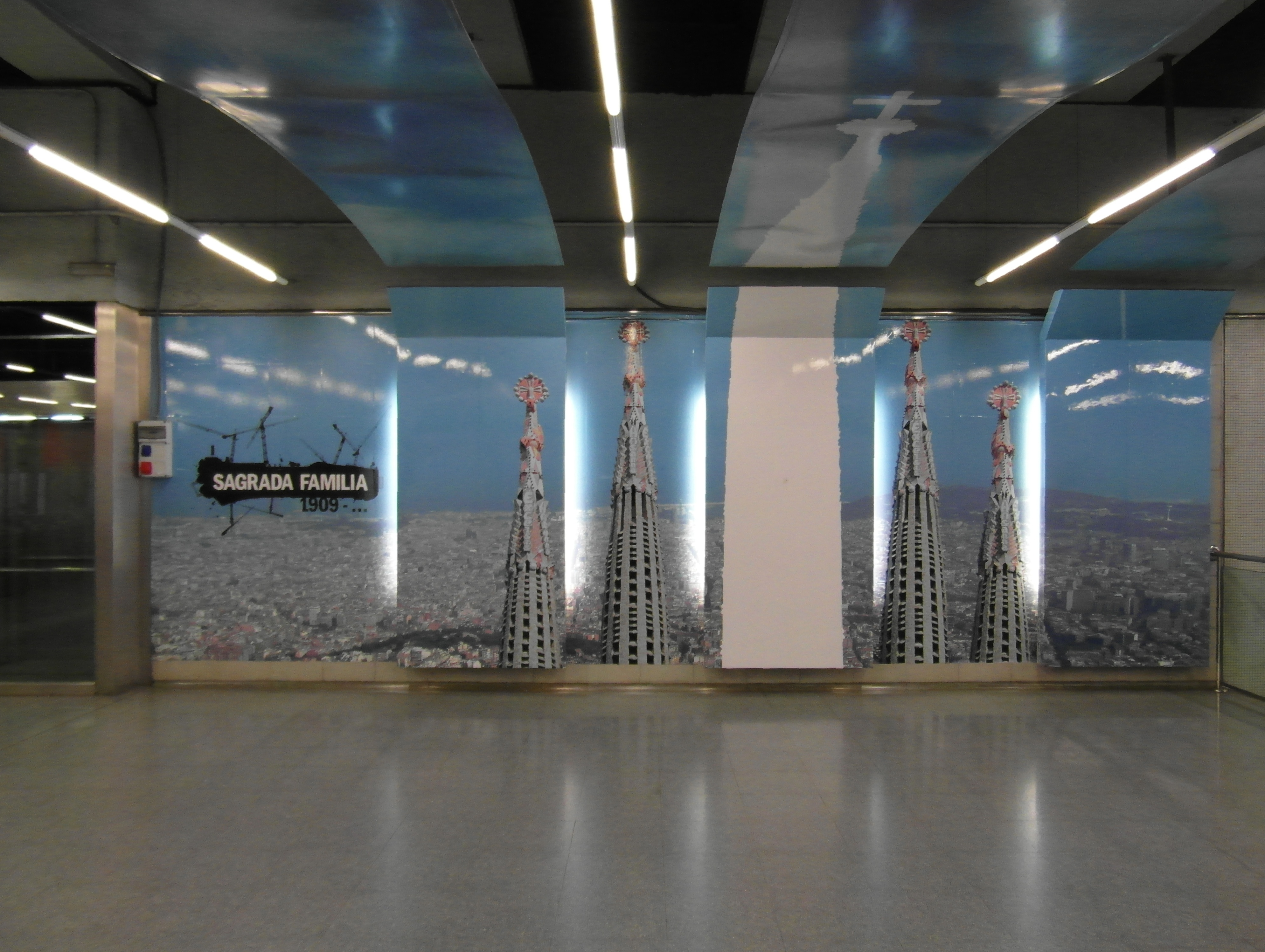
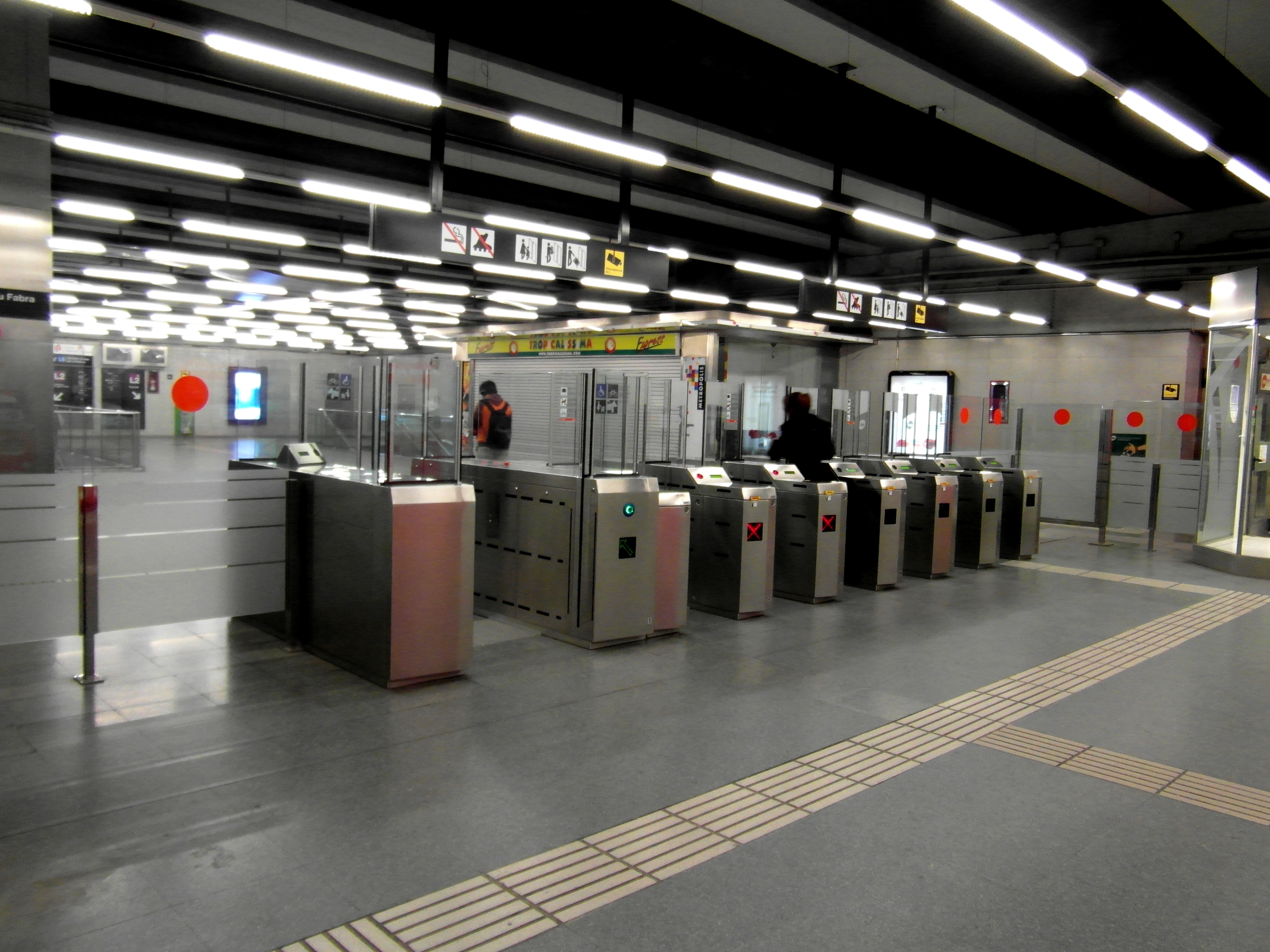
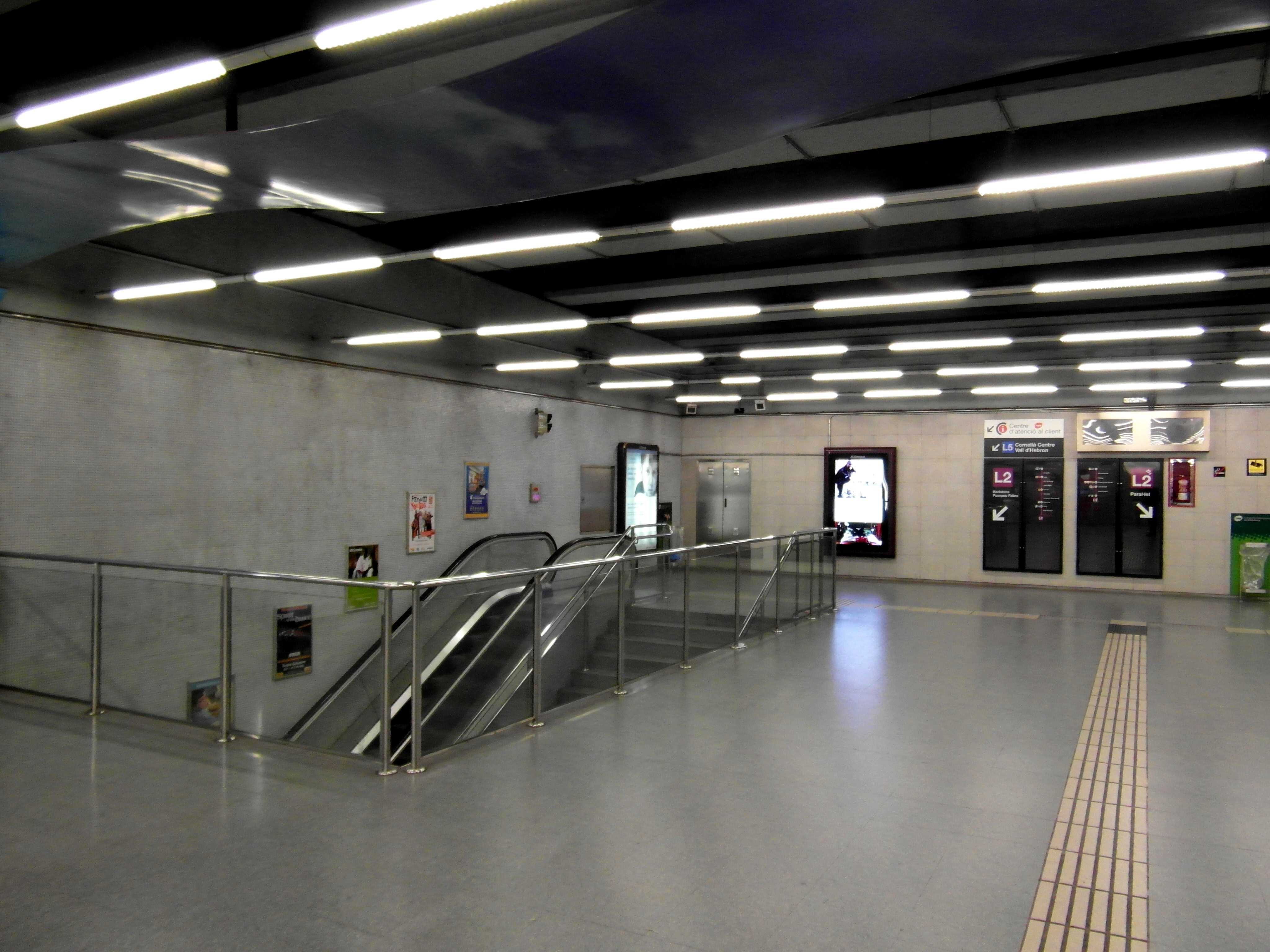
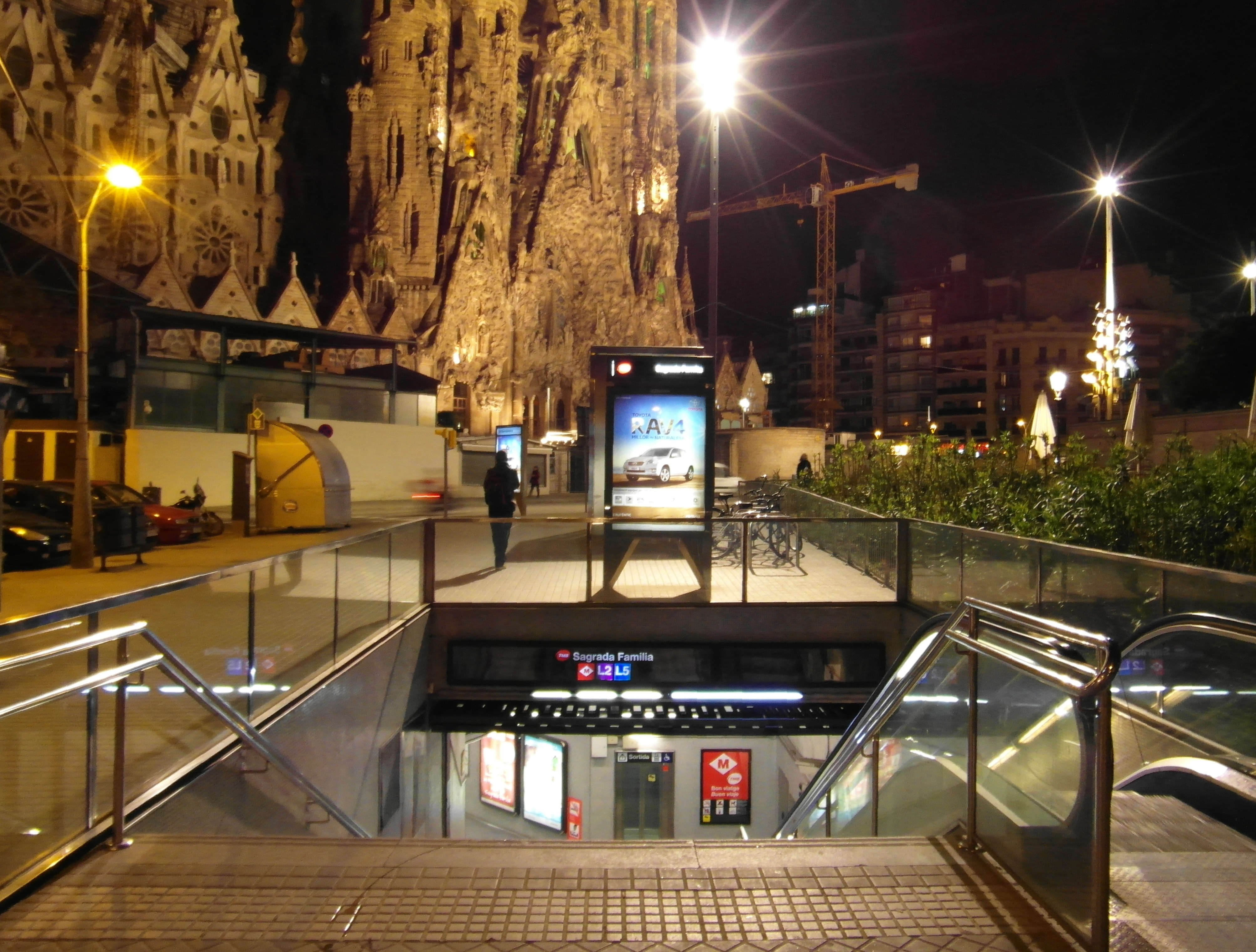

### Desserte

Installations et desserte
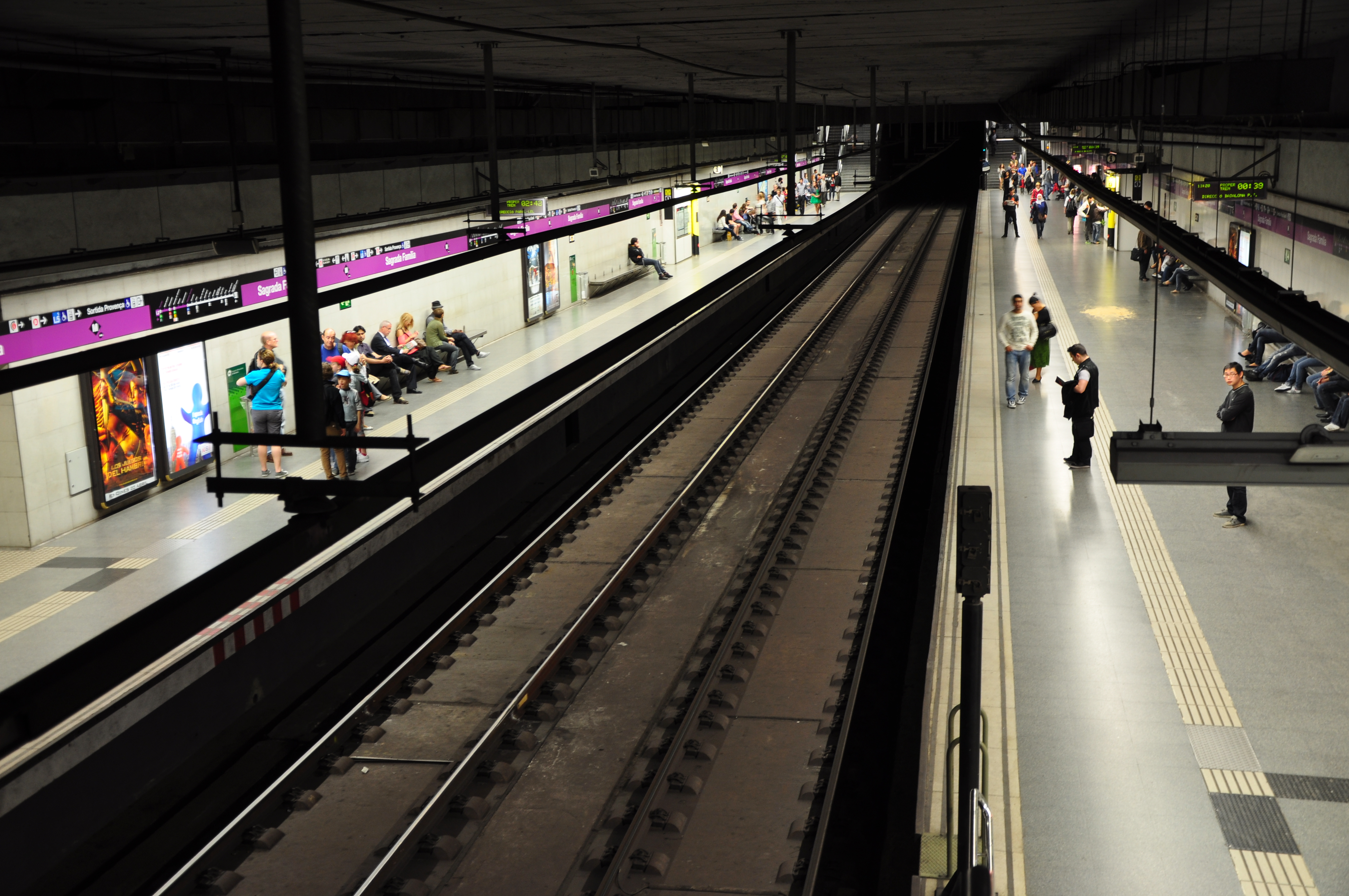
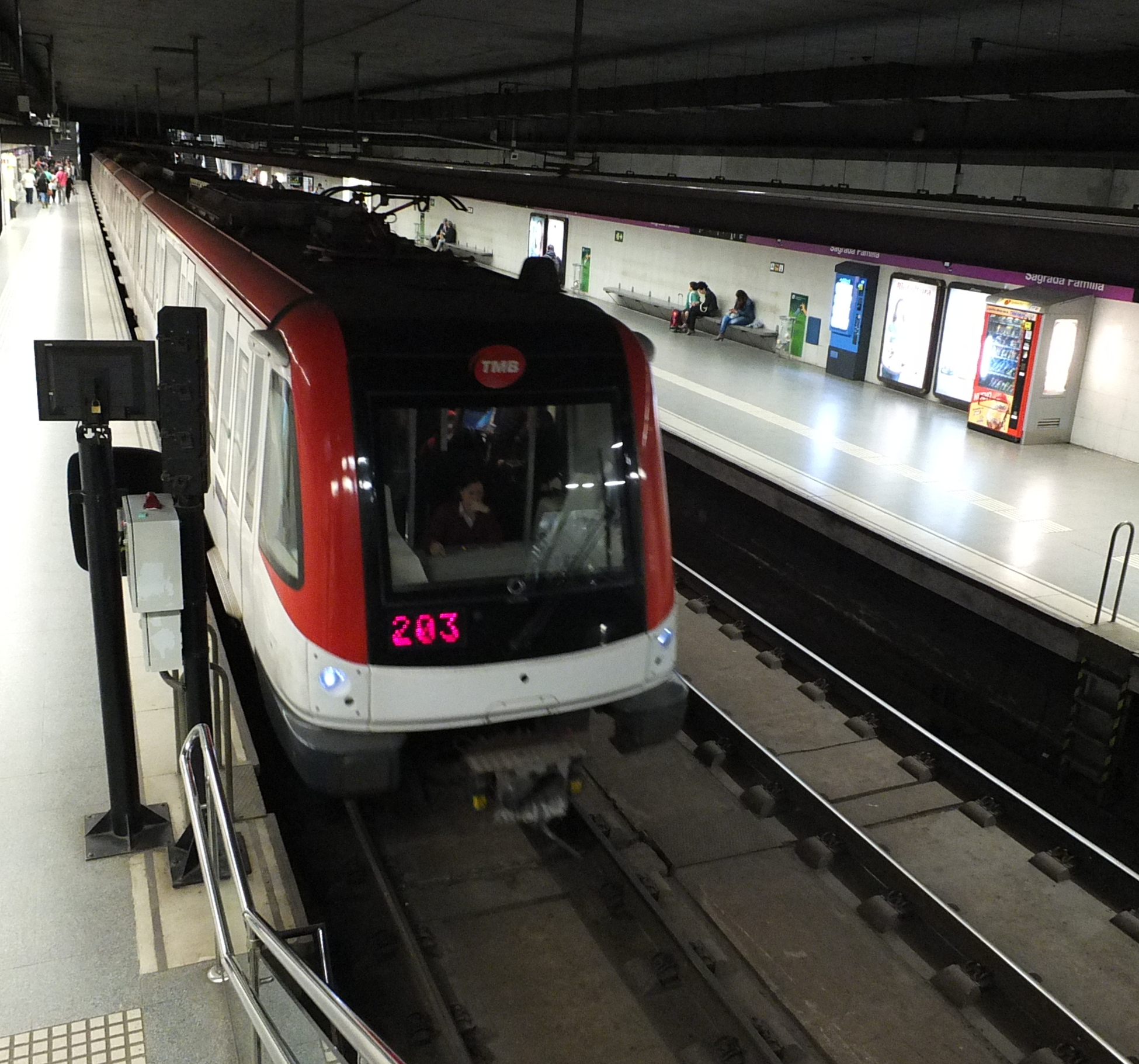
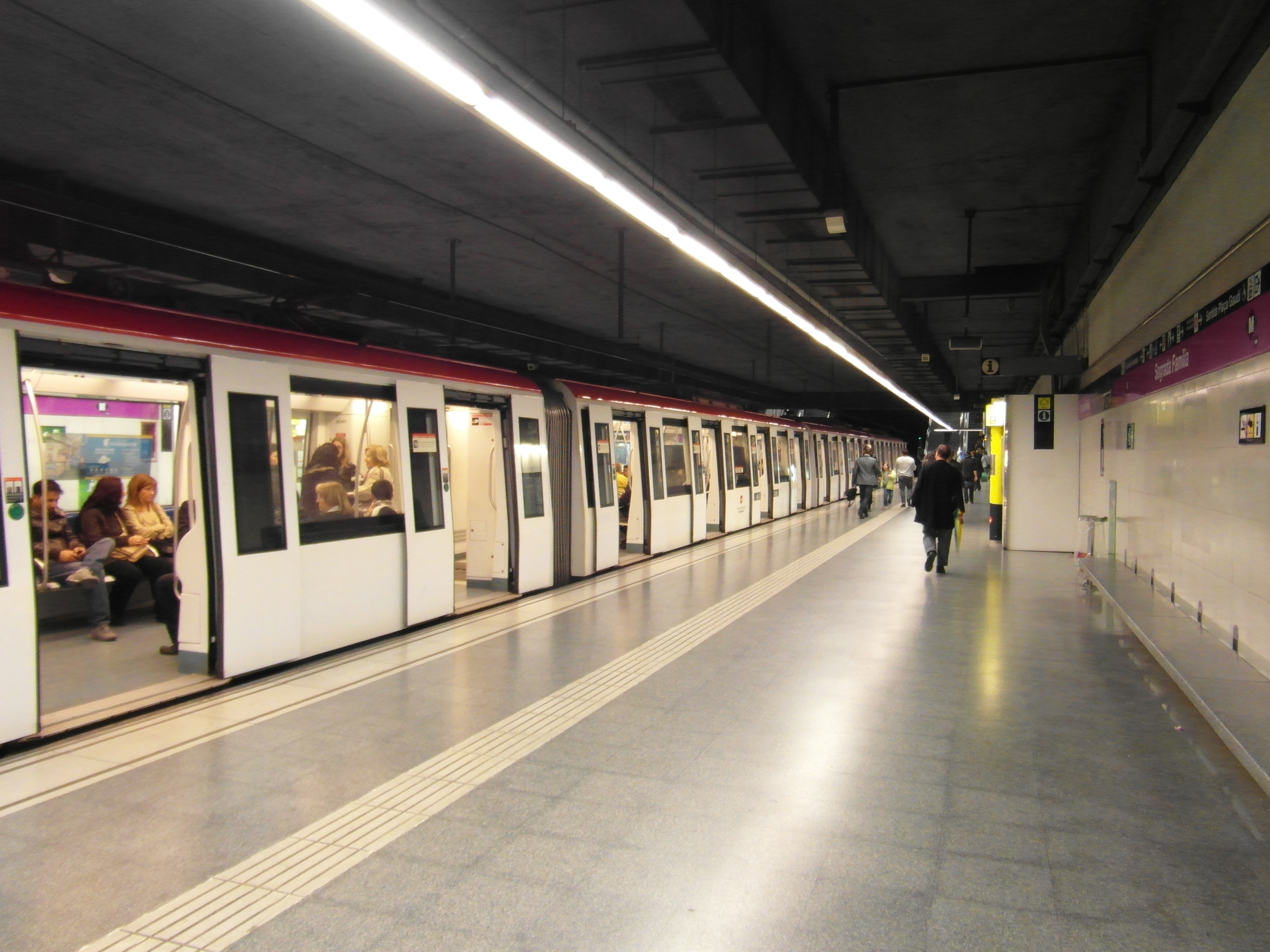

## À proximité
- Sagrada Família, l'édifice religieux ayant donné son nom à la station.
- Arc de triomphe (Barcelone)